# Presse française durant la guerre franco-allemande de 1870

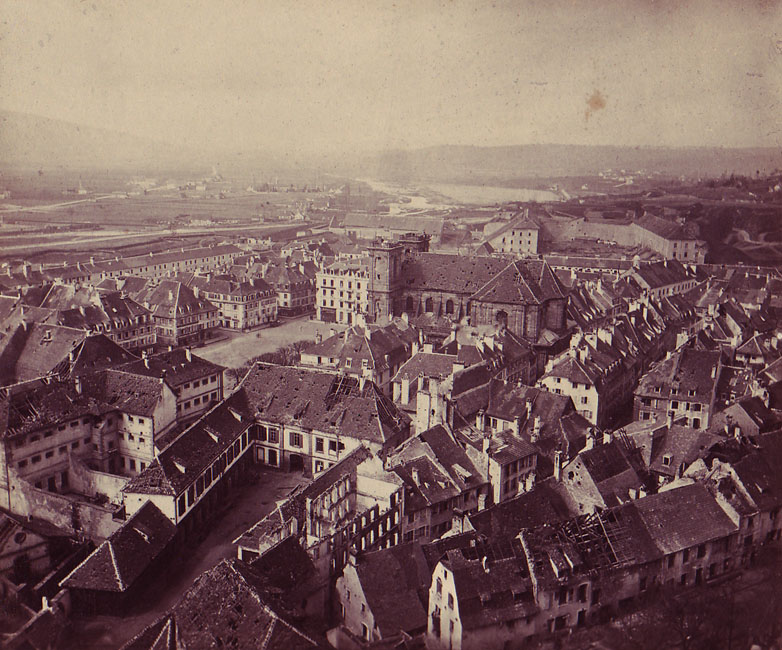
Photographie de Belfort après son siège pendant la guerre par Adolphe Braun (« Vue générale de Belfort » issue de l’œuvre Le théâtre de guerre, 1870-1871).

La presse française durant la guerre franco-allemande de 1870 a connu une très forte activité. La fin du second Empire ayant déjà laissé entrevoir un changement dans le domaine de l’information, notamment avec le recours à des moyens de communications de masse tels que la presse écrite, le conflit opposant la France et la Prusse, du 19 juillet 1870 au 28 janvier 1871 est non seulement suivi par la presse française mais aussi, par voie de conséquence, par l’ensemble de la population française.
Cette période marque ainsi un tournant dans le traitement et la diffusion de l’information en temps de guerre.

## Description de la presse de l’époque
Au début de l’année 1870, la presse écrite française, et plus précisément politique, est marquée par la couleur très affirmée de ces journaux.

### Les journaux politiques d’opposition

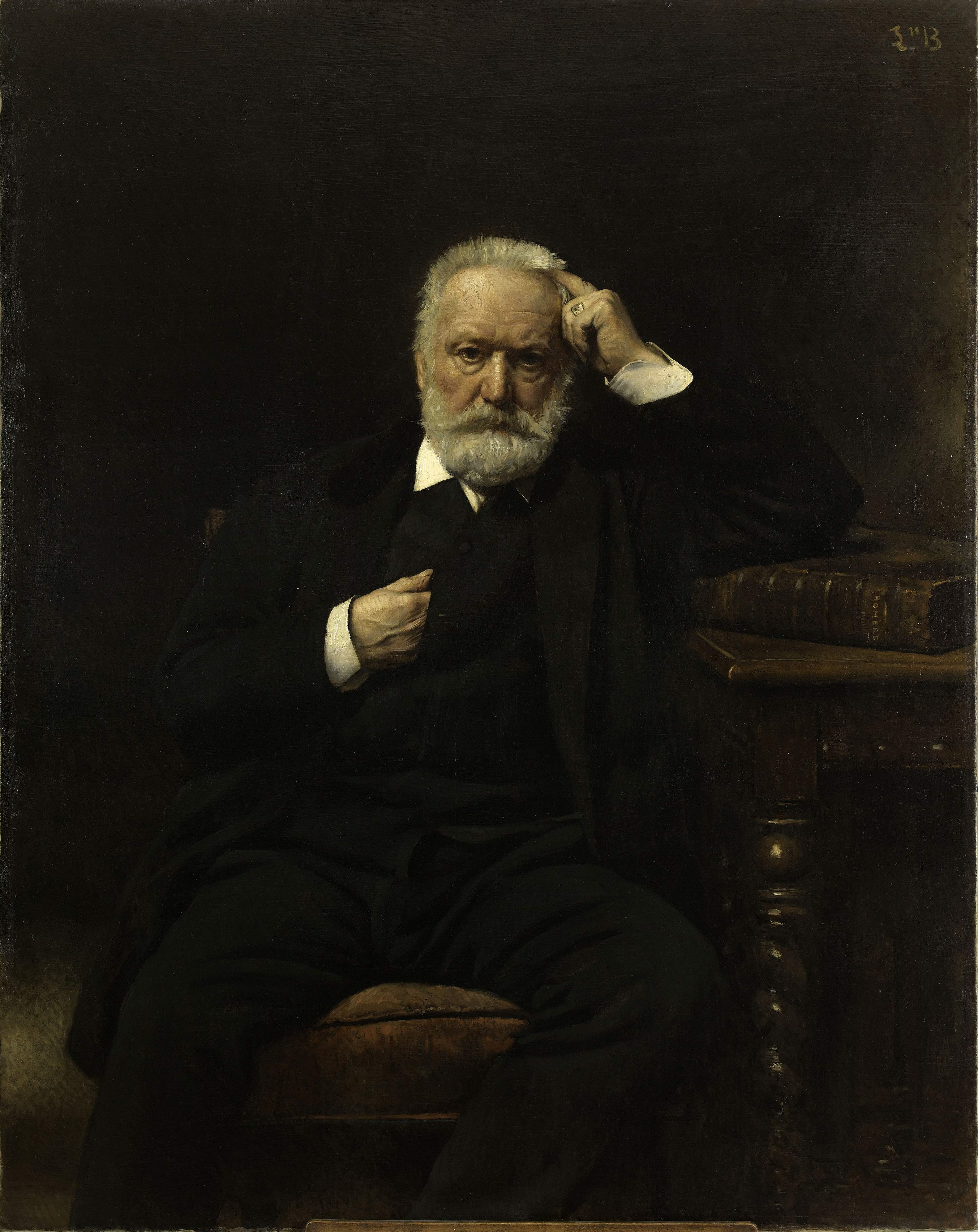
Portrait de Victor Hugo, célèbre opposant à qui a quitté la France de 1851 à 1870. Il fonde en 1869 Le Rappel.

Malgré la législation très répressive mise en place dès 1852 par le gouvernement de Napoléon III avec par exemple l’installation d’avertissements, la presse d’opposition arrive à trouver sa place en France. Cela dit, elle est assez faible et sa marge de manœuvre est limitée et parfois même obligée de pratiquer l’autocensure. Le poids des législations et la sévérité du second Empire entraînent ainsi une forte affirmation des « parti pris » dans la presse. Cependant, la presse se libéralise et la loi du 11 mai 1868 assure un retour en arrière et une répression moins féroce des journaux politiques.
On remarque ainsi assez facilement les journaux d’opposition et surtout républicains, qui n’ont fini de se développer qu’à partir de cette date. En 1868, ils représentent 128 000 lecteurs contre 42 000 pour les journaux ministériels (c’est-à-dire bonapartistes). Les journaux d’opposition sont de toutes sortes mais encore peu nombreux.
Ils sont : 
- légitimistes et mondains où paraissent à 20 000 exemplaires L’Union, L’Univers, La Gazette de France ;
- orléanistes Le Journal des débats (24 000 exemplaires en 1861) ;
- surtout « progressistes » et républicains. Très réprimés, ils sont tout de même les plus lus dans les années 1860, portés par Le Siècle, quotidien à 52 000 exemplaires.

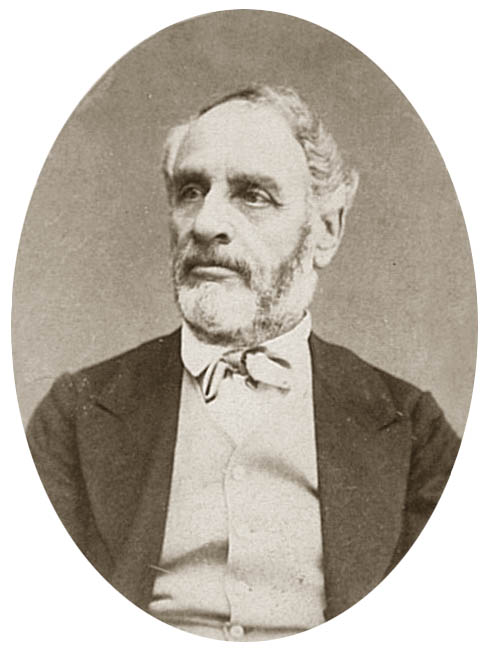
Charles Delescluze, fondateur du Réveil.

Ils s’accompagnent également de L’Opinion nationale et de La Presse.
Ils sont rejoints à partir de 1868 par Le Réveil, journal radical jacobin fondé par Delescluze, L’Avenir national, papier républicain anticlérical dirigé par Alphonse Peyrat, La Cloche (avec Louis Ulbach en rédacteur en chef), Le Rappel fondé par Victor Hugo en 1869 et La Marseillaise. Ces journaux, apparus un ou deux ans avant la guerre, sont des quotidiens très critiques envers le régime. Le café de Madrid est un point de rassemblement des journalistes d’opposition. Les journaux républicains sont d’ailleurs présents dans toute la France à la veille de la guerre : toutes les grandes villes avaient le leur. Ils se multiplieront de manière incontrôlée pendant la guerre républicaine, engagée à partir du 4 septembre 1870.

### La Marseillaise: journal représentatif de la presse d’opposition

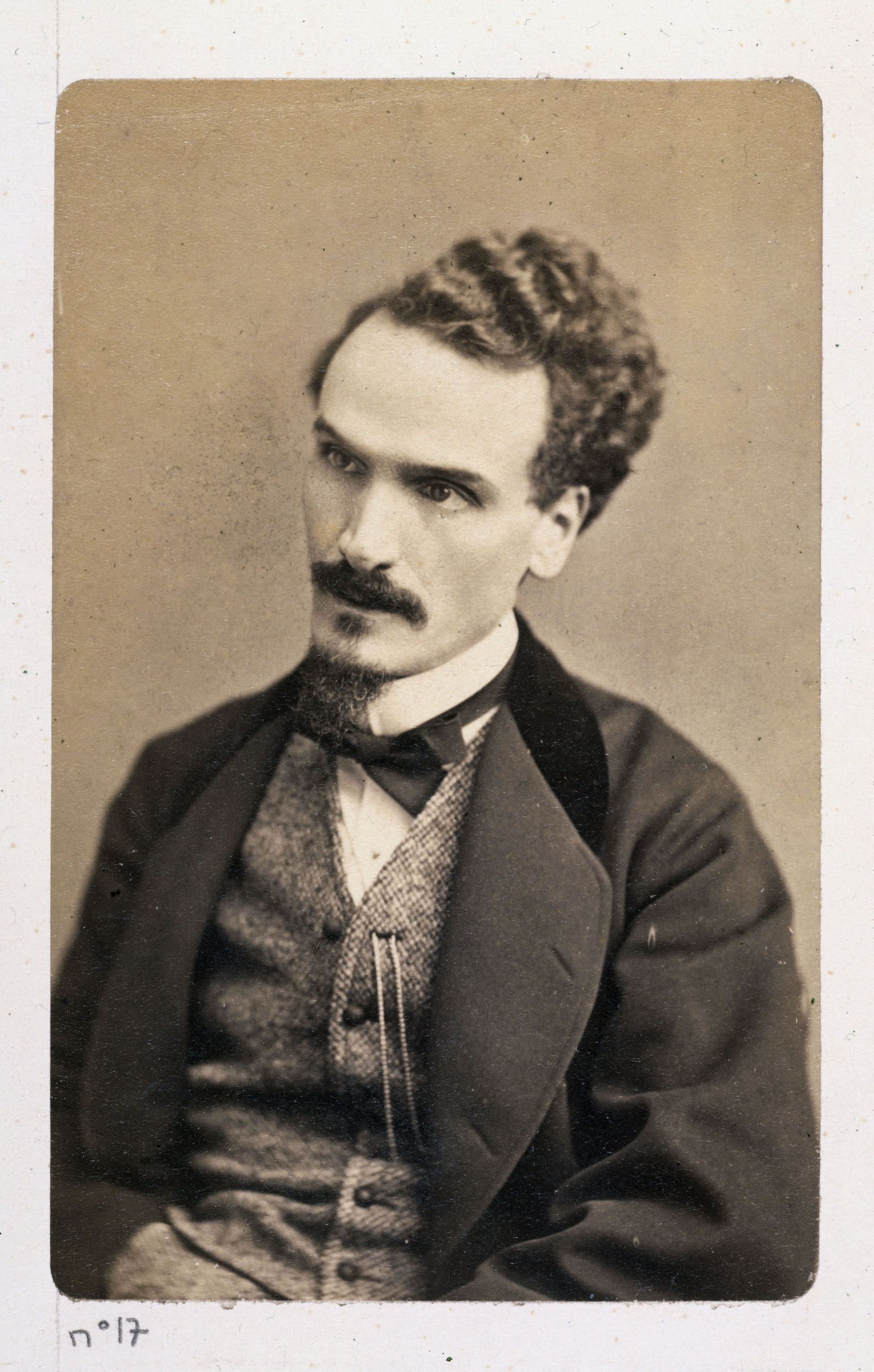
Henri Rochefort.

Fondé le 19 décembre 1869, La Marseillaise succède à La Lanterne et se présente comme un quotidien aux revendications socialistes. Il est mené par Rochefort, ancien rédacteur en chef de La Lanterne, et « essaiera de remplacer ceux qui sont occupés à rendre l’âme » pour des motifs économiques ou judiciaires.
La ligne éditoriale principale sera la critique de la personne de Napoléon III, du personnel impérial et de la politique du second Empire, ce qui n’était pas sans contrarier le régime ; il était très souvent interdit de vente. Il regroupa des jeunes journalistes ardents et engagés, qui traqués par le gouvernement, s’exposèrent sans crainte à la prison et aux amendes. 
Avec Le Rappel et La Cloche, il eut un succès immédiat : comme la quasi-totalité de la presse politique fondée à l'époque, ces journaux étaient très âpres envers le régime, avec des tendances républicaines et démocratiques qui plaisaient au peuple. De plus, « ils s’adressaient plus à un public passionné qu’instruit, plus ardent » (Taxile Delord).

### Les journaux politiques favorables au régime

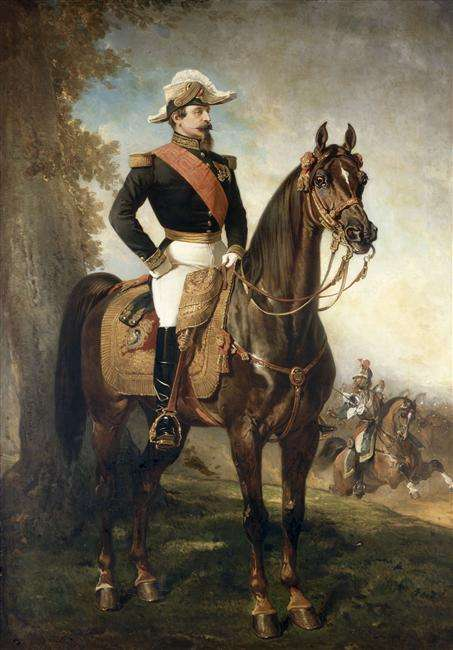
L’empereur des Français Napoléon III en 1858 par Alfred de Dreux.

Les journaux bonapartistes se sont développés durant le régime impérial et atteignent leur point d’orgue en 1861 avec 66 000 lecteurs. Cela dit, les journaux d'opposition étaient lus par le double de Français à cette période et même le triple en 1868 (128 000 contre 42 000).
Très engagés également, ils étaient emmenés par Le Moniteur universel : journal officiel du gouvernement, il sera remplacé le 1er janvier 1869 par Le Journal officiel de l’Empire français. Servant comme journal de propagande et de transcription des débats parlementaires, il servit au gouvernement de Napoléon III jusqu'à la fin du second Empire pour faire passer messages et revendications aux partisans. Aussi, des journaux comme Le Constitutionnel, Le Pays ou La Patrie joueront un rôle dans la propagande sur la guerre.
Sur 67 journaux politiques en France, 38 se trouvent à Paris à la veille du conflit contre la Prusse.
La législation répressive contre les journaux politiques entraîne un fort développement des journaux non politiques : ils sont 470 à Paris en 1857, soit vingt fois plus nombreux, et traitent de tout avec plus ou moins de succès. Ces journaux traitent principalement de la vie mondaine et culturelle et sont appelés la « petite presse » à l’exemple du Figaro créé en 1854 par Hippolyte de Villemessant.

### Un nouveau type de presse :Le Petit Journal
Les spécialistes désignent l’événement le plus marquant de la presse du second Empire par la création du Petit Journal. En effet, titrant déjà à 83 000 exemplaires l’année de sa création en 1863, il atteignit fin 1869 (durant l’affaire Jean-Baptiste Troppmann) environ 500 000 lecteurs.
Il représentera deux tiers des ventes pendant la guerre avec l’aide des journaux créés depuis et reprenant sa formule tels que Le Petit Parisien (1876) ou Le Rappel. « Les dernières années du second Empire sont l’époque où la lecture du quotidien change d'échelle » dira Marc Martin.

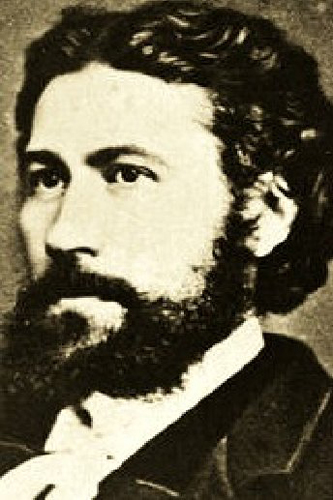
Émile Gaboriau, auteur de L’Affaire Lerouge qui paraît dans Le Pays en 1863.

Ce journal cible les milieux populaires, qu’ils soient ruraux ou urbains et coûte seulement 5 centimes de francs (1 sou). Pour arriver à ce prix aussi bas, il est réduit de moitié au niveau du format : ce qui explique son nom de « petit » journal. Il est un des journaux précurseur de nouvelles formes d’achat : non soumis à l’obligation de vendre par abonnement individuel, il s’achète au numéro. Les journaux sont vendus dans la rue, par l’intermédiaire de vendeurs de rues et de porteurs (apparition des fameux crieurs de journaux). 
Ayant des ressources importantes apportées grâce à la publicité, le journal peut se vendre en province avec l’association des compagnies de chemins de fer.
Il a également un contenu se basant sur trois facteurs tout nouveaux pour l’époque : la chronique, le fait divers et le roman feuilleton ; l’actualité n’est que très peu abordée. La chronique se trouve en première page et parle parle d’un sujet touchant aux événements, à l’actualité ; ces sujets étaient rédigés de main de maître par Timothée Trimm, de son vrai nom Léo Lespes. Le fait divers, peu traité par les autres journaux est largement développé. Enfin, le roman feuilleton avec comme chefs de file Paul Féval et Émile Gaboriau (inventeur du roman judiciaire) est très aéré et très facile à lire.

## Forces d’expansion, limites et censures
Avec l’évolution et la croissance de la librairie industrielle et l’usage de l’imprimé, la presse écrite commence à jouer un grand rôle dans la vie quotidienne des Français.

### Vers une presse de masse
La presse a subi de nombreux bouleversements qui lui ont permis de se développer considérablement. Sous le second Empire on assiste à une libéralisation de la presse à partir des années 1860 : tout d’abord envers des quotidiens comme Le Petit Journal pour donner toute sa place à la parole publique ; et ensuite avec la loi du 11 mai 1868 qui allège la législation précédemment mise en place et verra une augmentation des journaux politiques : le journal ne doit plus être accepté forcément par le gouvernement mais simplement déclaré, les avertissements sont abolis et le timbre est légèrement réduit (de 6 centimes à 5 centimes). 

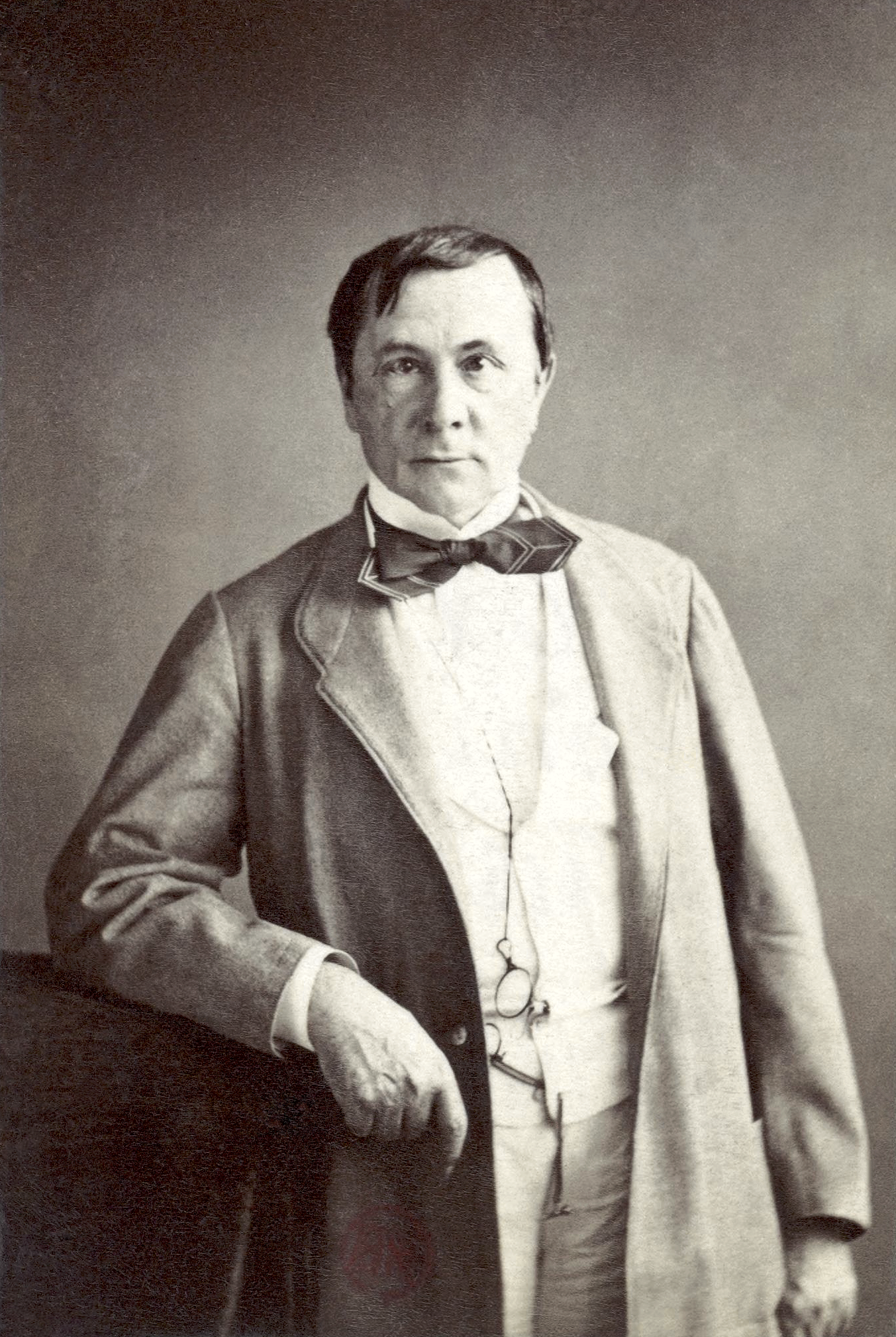
Émile de Girardin, fondateur de La Presse en 1836.

Le changement a pourtant été amorcé dès la monarchie de Juillet. En effet on assiste à la création de la « nouvelle presse » moins chère et plus moderne avec la création en 1836 de journaux encore présents en 1870 : La Presse et Le Siècle (aujourd’hui républicains). Les rédactions s’étoffent également et voient la multiplication des rédacteurs en chef. La fin du colportage avec la loi du 27 juillet 1849 et la création d’une commission chargée de surveiller cette pratique participe aussi à ce bouleversement.
La presse de masse se caractérise aussi par le développement de la librairie industrielle et les révolutions de l’imprimé : l’accélération du processus d’alphabétisation conjugué à une production plus importante correspondent à la multiplication des tirages et la baisse des prix permet de considérer le journal comme le symbole d’une consommation de masse.

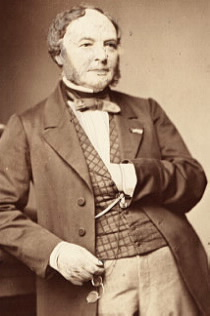
Louis Hachette, fondateur de la maison d’édition homonyme en 1826.

Les réseaux de diffusion s’améliorent (apparition du chemin de fer) et les journaux sont dès lors publiés dans toute la société française. L’apparition de la publicité apporte des ressources encore plus importantes aux journaux : elle prendra une place majeure dans la seconde moitié du XIXe siècle. « Désormais, et pour longtemps, le commerce des nouvelles et courtage de l’espace publicitaire dans la presse sont en France étroitement liés » (Marc Martin).
La loi en vigueur sur les journaux politiques entraîne le développement de journaux non politiques ; apparition d’une presse très diversifiée et spécialisée : illustrés, satiriques, arts, théâtre… Ils touchent donc tous les publics et créent une véritable information pour tous, qui ne se limite plus forcément à une lecture par abonnement mais plutôt par numéro.
Plus généralement dans le monde du livre, de grands éditeurs entrainent une véritable mutation : Hachette, Lévy, Larousse ou encore Hetzel créent des collections qui s’étendront au fil du temps, associée à une multiplication des librairies et des bibliothèques.
Durant la guerre franco-allemande de 1870, cette révolution de la presse entamée précédemment et perpétuée permettra un relai du conflit jamais vu auparavant et va toucher l’ensemble des Français.

### Censure et limites encore présentes: particulièrement pour les journaux politiques d’opposition

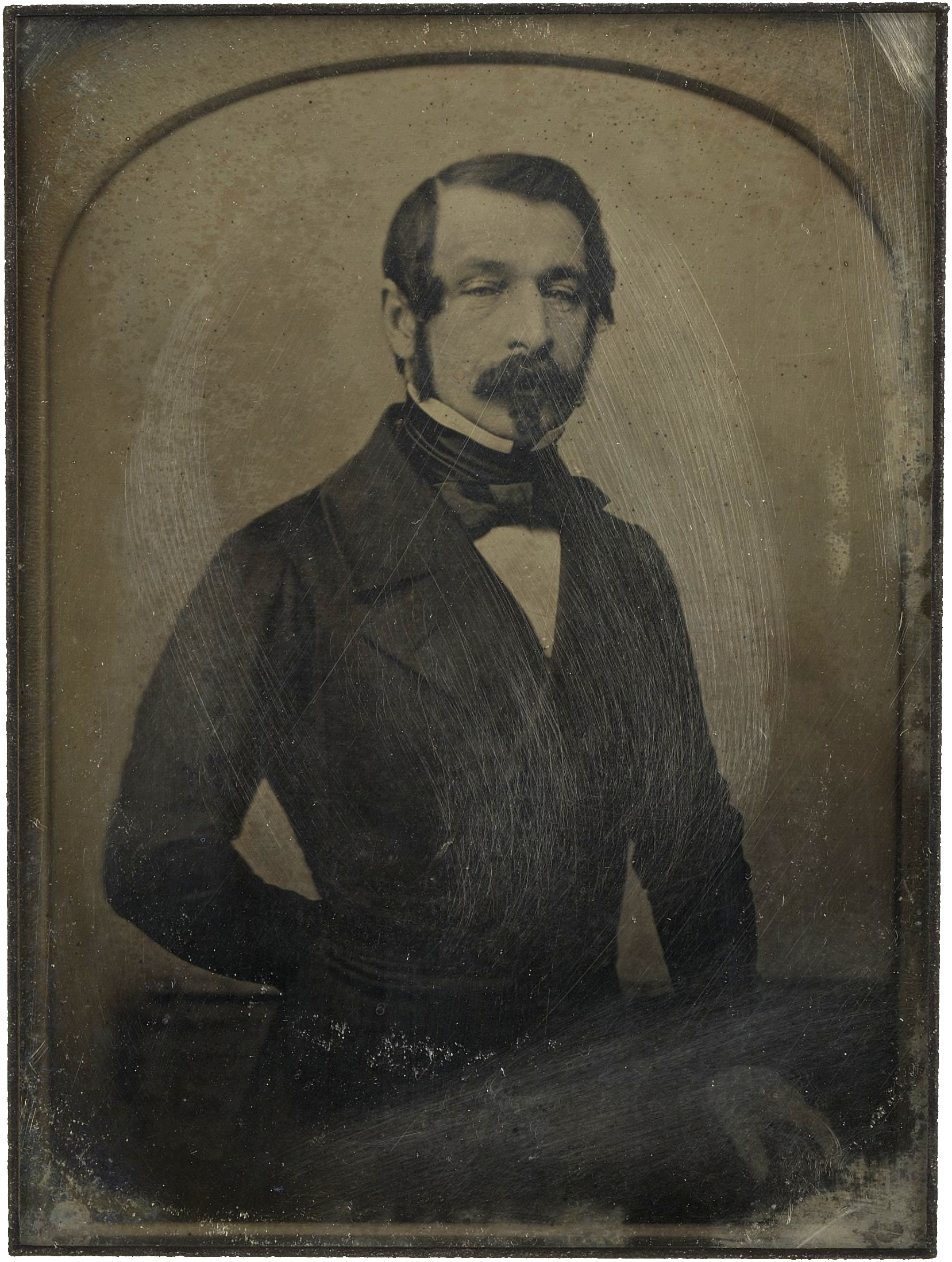
Daguerréotype du prince-président Louis-Napoléon Bonaparte (futur Napoléon III), vers 1851.

Pourtant, cette mutation de la presse écrite en France va être freinée par une législation très répressive de ces journaux durant le second Empire. Cela sera toujours le cas pendant la guerre.
Alors qu’il n’est pas encore empereur, Louis-Napoléon Bonaparte va instaurer après son coup d’État une répression très stricte envers les journaux politiques et, évidemment, surtout contre les journaux monarchistes, orléanistes et républicains opposés au régime. Ils étaient soumis par le gouvernement à une autorisation de parution et un cautionnement, à une vente exclusivement par abonnement, à un droit de timbre, une lourde charge foncière (majorant de 30 % les abonnements) et un brevet obligatoire pour les imprimeurs. Ainsi en 1861, les 14 journaux politiques parisiens ne sont tirés qu’à 207 151 exemplaires, soit moins qu’en 1851. Le gouvernement n’hésite pas à supprimer les journaux ayant reçu des avertissements ou ayant trop critiqué le régime : c’est le cas de L’Univers en 1860.

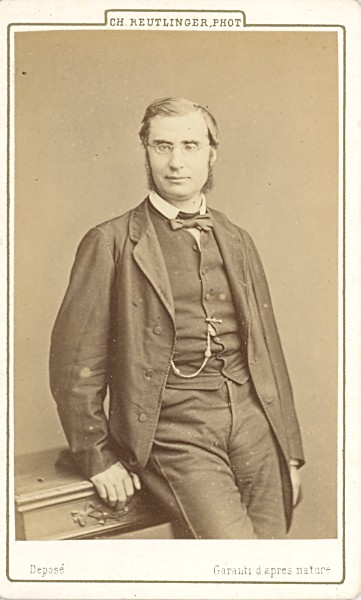
Émile Ollivier, chef du Cabinet en 1870.

Cette législation très dure ne se prête donc pas à une multiplication des journaux politiques pendant le second Empire. Cependant, la loi du 11 mai 1868 va permettre une ouverture aux journaux républicains (voir par ailleurs).
Mais cela n’empêchera pas une forte censure de la presse à l’approche et durant la guerre impériale (jusqu’au 4 septembre) ; à la veille de cette guerre, on observe un redoublement de la sévérité dans la répression. Les mois de février, mars, avril et mai abondent de procès concernant un manquement de loi de la presse. La censure n’est pas que parisienne et le régime se défendra des attaques en supprimant des journaux, parfois non politiques (par exemple, Les Écoles de France, un journal littéraire).
Le chef du Cabinet Émile Ollivier fera voter une loi pendant la guerre franco-allemande de 1870 pour pouvoir faire taire la presse sur tout ce qui s’y rapportait. Seul le régime peut informer des nouvelles militaires.
Les journalistes sont ainsi tenus à l’écart et la presse n’a le droit de ne fournir aucune information sur les mouvements de troupes et l’évolution du conflit, ni de critiquer les actions de l’armée. De fausses informations circulent, alimentés par le gouvernement le plus souvent.
La presse est donc complètement soumise à l’autorité militaire et au régime. Ce sera moins beaucoup moins le cas par la suite pendant la guerre républicaine.

### Le relais des événements majeurs, hostiles ou non au régime: l’affaire Victor Noir

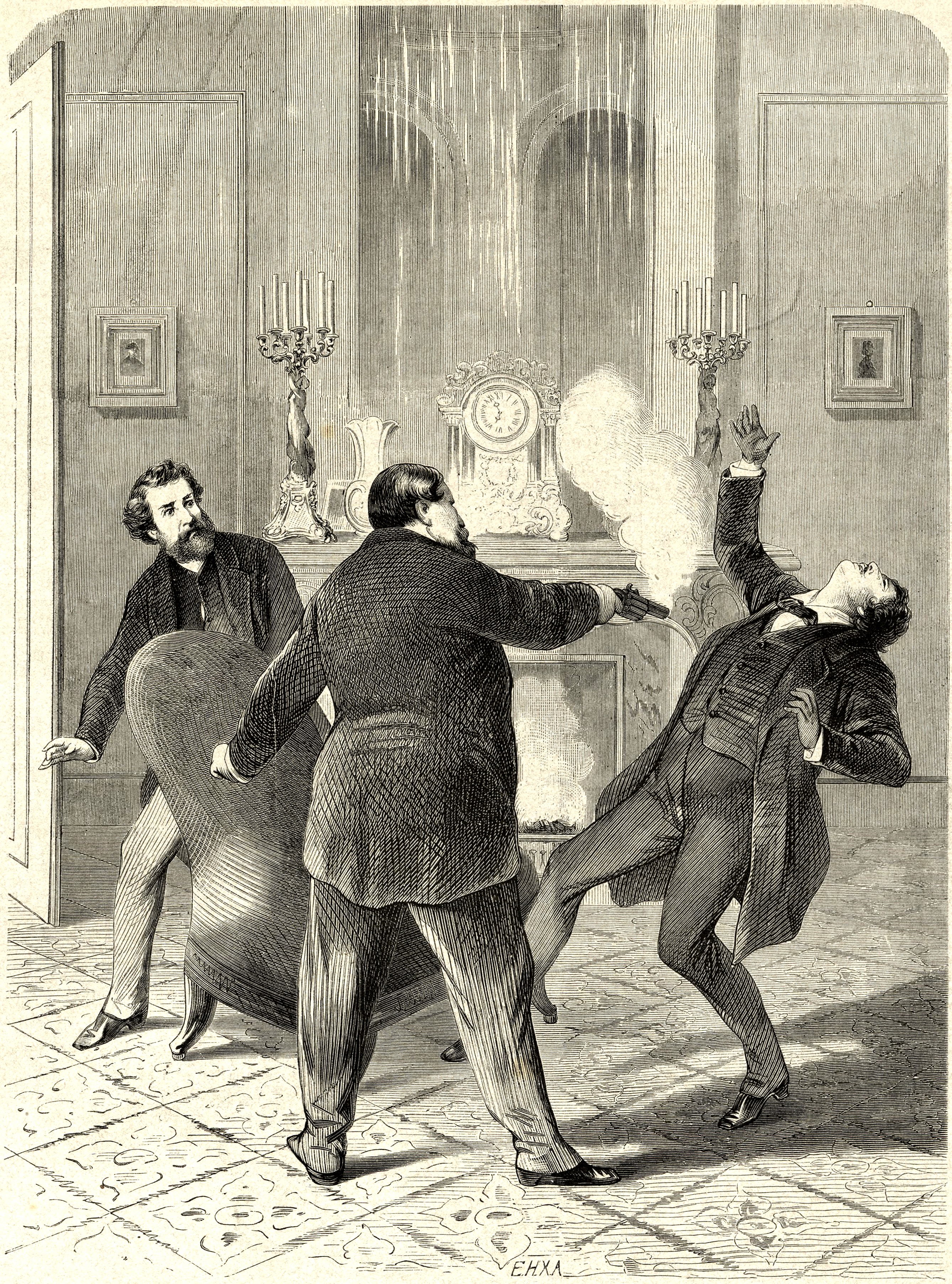
Assassinat du journaliste Victor Noir par le prince Napoléon, le 10 janvier 1870. Gravure publiée dans un périodique de l'époque.

Les journaux politiques présents en France à la veille du conflit jouissent donc d’une marge de manœuvre et d’une liberté assez minimes, ce qui ne les empêchent pas de faire circuler les informations défavorables au régime et de donner leur avis. Le plébiscite du 8 mai 1870 ou la question de l’entrée en guerre contre la Prusse sont par exemple des sujets qui seront longuement explicités. Ces événements seront marqués par des divergences d’opinions entre les journaux.
Une des principales affaires qui révéla l’importance de la presse sur le pouvoir et la société est sans aucun doute l’affaire Victor Noir. La Marseillaise, avec comme têtes d’affiche Henri Rochefort et Paschal Grousset (collaborateur) sera au centre du conflit.
Pierre-Napoléon Bonaparte, neveu de Napoléon Bonaparte est à l’écart du gouvernement et souhaite y rentrer par un coup d’éclat. Il envoie un cartel au rédacteur en chef Rochefort pour se plaindre après que le journal ait « outragé l’un et l’autre chacun des miens et n’avoir épargné ni les femmes ni les enfants » et le somme de venir chez lui. Rochefort envoie alors deux de ses journalistes, Ulrich de Fonvielle et Victor Noir. 
C’est ainsi que le 11 janvier 1870, outré par le fait que les collaborateurs soient solidaires de Grousset et Rochefort, Pierre Bonaparte tue chez lui Victor Noir. Le fait qu’une figure de l’Empire ait tué un jeune journaliste du principal journal d’opposition confère à cet événement une gravité exceptionnelle. La colère de l’opinion est très forte et ses obsèques rassemblent une foule nombreuse et fait vaciller le pouvoir, qui réplique en condamnant Rochefort à 6 mois de prison.
De plus, la presse écrite sera l’unique relai de la guerre. Pour la première fois en France, les principaux journaux dépêchent au plus près des combats des correspondants : créés par le Times quelques années auparavant, ceux-ci ont pour but de faire vivre au plus près les événements aux lecteurs. D’une avancée considérable, cette création donnera pour la première fois du relief au conflit.

## Durant la guerre : une presse mobilisée
Cette guerre se déroulant en France, la presse tout entière est enrôlée. Elle permet ainsi de retracer quasiment au jour le jour les faits majeurs du conflit.

### Une réticence devant la guerre de certains journaux: la presse divisée

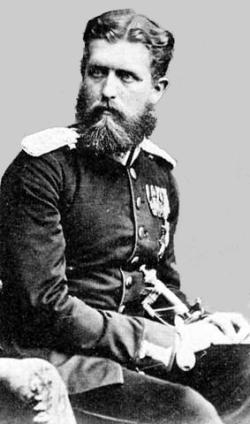
Léopold de Hohenzollern-Sigmaringen, cousin du roi de Prusse et potentiel prince-candidat à l’élection à la couronne espagnole.

Quelques semaines avant la guerre, le climat pousse plutôt à une révolution et un soulèvement du peuple qu’à un conflit. Émile Ollivier le résume parfaitement dans le Corps législatif en déclarant deux semaines avant la déclaration de guerre, le 30 juin 1870 : « De quelque côté qu’on regarde, on ne voit aucune question irritante engagée et, à aucune époque, le maintien de la paix en Europe n’a plus été assurée ». 
L’élément déclencheur est la volonté de l’Espagne de mettre sur le trône un Prussien, Léopold de Hohenzollern-Sigmaringen. Le Journal officiel de l’Empire français sera le premier à reprendre l’information ; il y sera dit que ne voulant en aucun cas être encerclée, la France s’y opposait fermement.

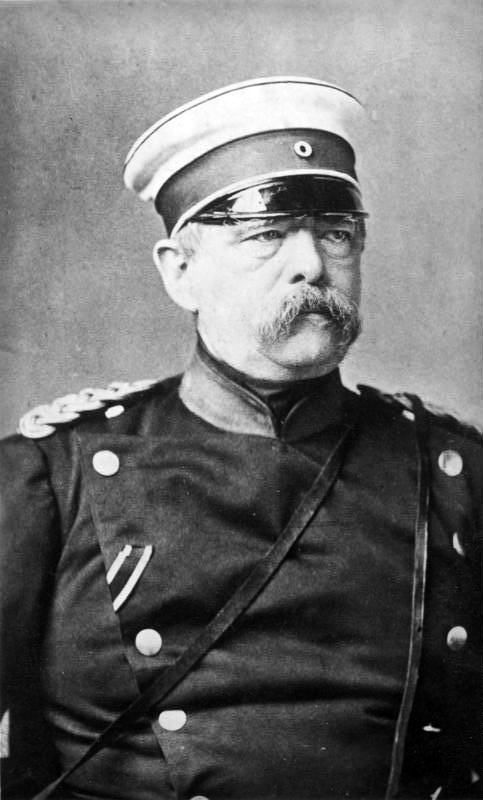
Otto von Bismarck en 1870, ministre-président du royaume de Prusse depuis 1862.

Alors qu’il allait se retirer par peur que son couronnement fasse un casus belli, Bismarck, ministre-président de Guillaume Ier de Prusse, fit un résumé d’une communication de son roi. Le ton de la dépêche (dite dépêche d’Ems) — moins courtois que la lettre royale — provoqua la France et enflamma l’opinion publique. Cet embrasement ne sera pourtant pas de la responsabilité des journaux en général, mais du gouvernement favorable à une guerre qui exhorte les Français à se soulever contre la Prusse. Henri Guillemin dira « les journaux n’ont pas eu besoin de souffler sur l’opinion, à Paris. C’avait été d’un seul coup, l’embrasement. »
Avant le conflit, le point de vue au niveau d’une entrée en guerre peut varier selon les journaux et leur opinion politique. Des quotidiens républicains, orléanistes et même bonapartistes ont plutôt conseillé la modération. Certains comme Le Public sont même contre : « Nous ne partageons pas l’émotion que cause l’acceptation du trône d’Espagne par le fils aîné du prince de Hohenzollern » écrira Dréolle. D’autres comme Le Pays, L’Univers et La Liberté (légitimistes et bonapartistes) expriment dans leurs colonnes des propos virulents et sont pour une guerre totale et instantanée.
À la déclaration de guerre envoyée le 17 juillet à la Prusse et rendue public le 19, la population accueille la nouvelle par « une patriotique émotion et un enthousiasme irrésistible » (Le Petit Journal). Les journaux même les plus modérés, dès la guerre déclarée vont l’accepter, à l’image du journal La France : « Nous n’avons pas appelé à la guerre… Nous l'acceptons comme l'accepte le pays lui-même, comme une extrémité toujours triste et regrettable. »
Le Public et Le Siècle (républicains) vont se rallier aux quotidiens pour la guerre, tandis que des exceptions comme La Marseillaise et Le Réveil vont continuer de fustiger le conflit et le régime. 
On remarque donc ici une opinion qui varie énormément dans la presse française ; mais dans la grande majorité elle formera une « union sacrée » et acceptera le conflit.

### La presse: premier témoin de cette guerre

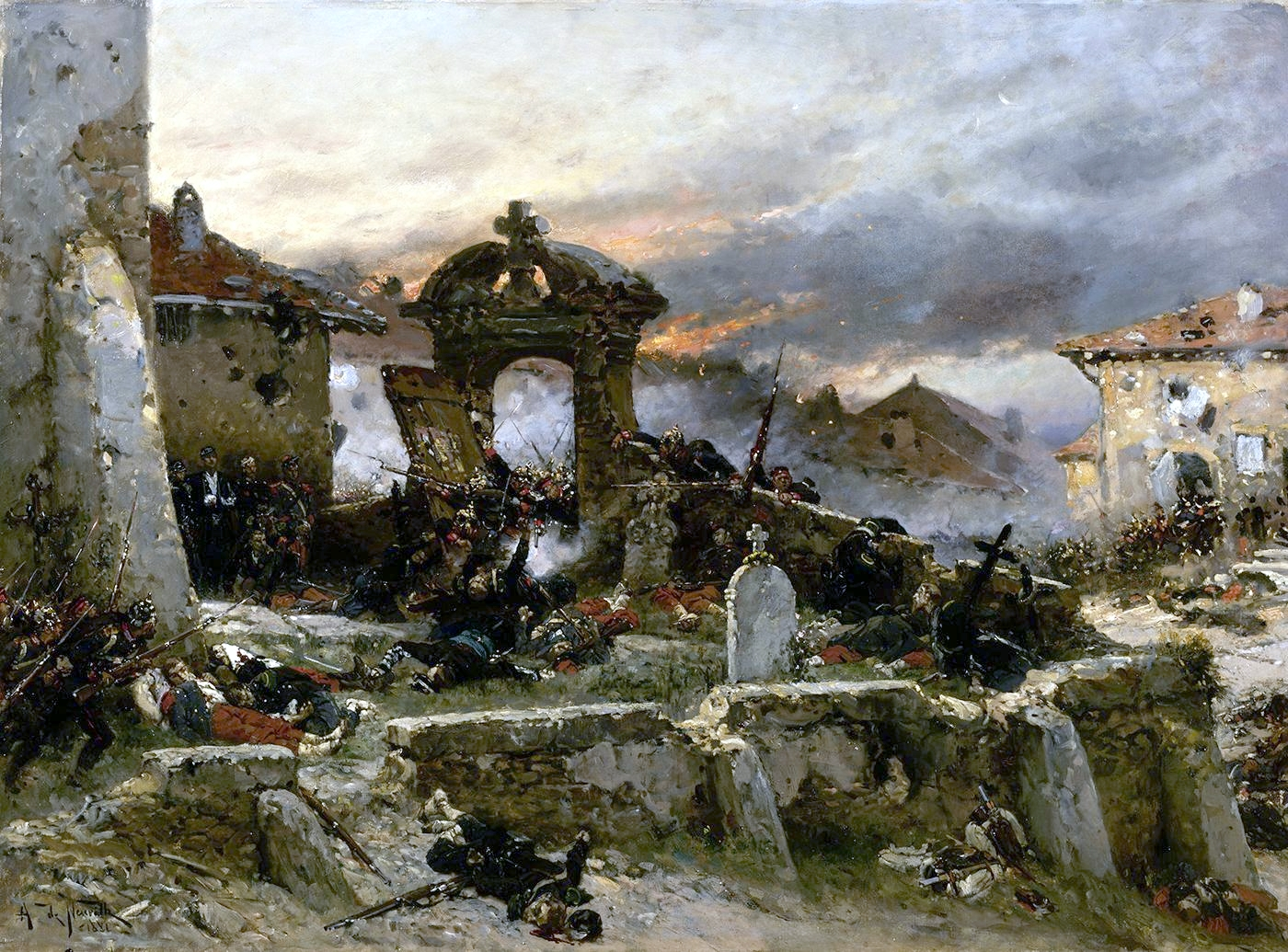
Illustration de la bataille de Saint-Privat (18 août 1870), une des défaites françaises de la guerre franco-allemande.

Fin juillet, la presse patriotique et favorable à la guerre se montre très confiante dans la victoire française, ce qui traduit la pensée générale de la population : en effet, la puissance de feu française est inégalée et les journaux exaltent l’armée. Soumis à la seule description, les scènes de départ à l’est des Français pour les combats sont les sujets favoris et les troupes ennemies sont aussi dépeintes. Dans cette période on remarque la création de quotidiens sur la guerre tels que La Guerre illustrée. 
Le front ayant lieu loin de la capitale, les journaux parisiens envoient pour la première fois des correspondants. Parmi eux se trouvent Édouard Lockroy, Jules Claretie et Camille Pelletan pour Le Rappel, Edmond Texier pour Le Siècle, ou encore Alfred d'Aunay, Jules Cardoze et Henri Chabrillat pour Le Figaro. Le correspondant local de presse utilise les communications télégraphiques pour faire parvenir ses papiers à la rédaction restée sur Paris mais est confronté à des mesures très strictes sur le droit d’information militaire. Alfred d’Aunay écrit dans Le Figaro que « les mesures prises contre la presse causent ici une véritable stupeur ». Les journaux républicains s’interrogent d’ailleurs à haute voix à propos des relations difficiles entre soldats et citoyens.
Mais rapidement la confiance affichée par les journaux et les renseignements donnés par le gouvernement qui incitaient à l’optimiste laissent place à une tout autre réalité : celle des combats. Les correspondants de guerre sur place ne peuvent qu’observer la situation après la première grosse défaite française lors de la bataille de Forbach du 6 août. Alfred d’Aunay déclarera le lendemain : « Je viens d’assister à un terrible spectacle. » Les Allemands entrent en France par la Lorraine, l’armée bat en retraite, mais quelques journaux restent encore optimistes, dont La Liberté et L’Univers. 

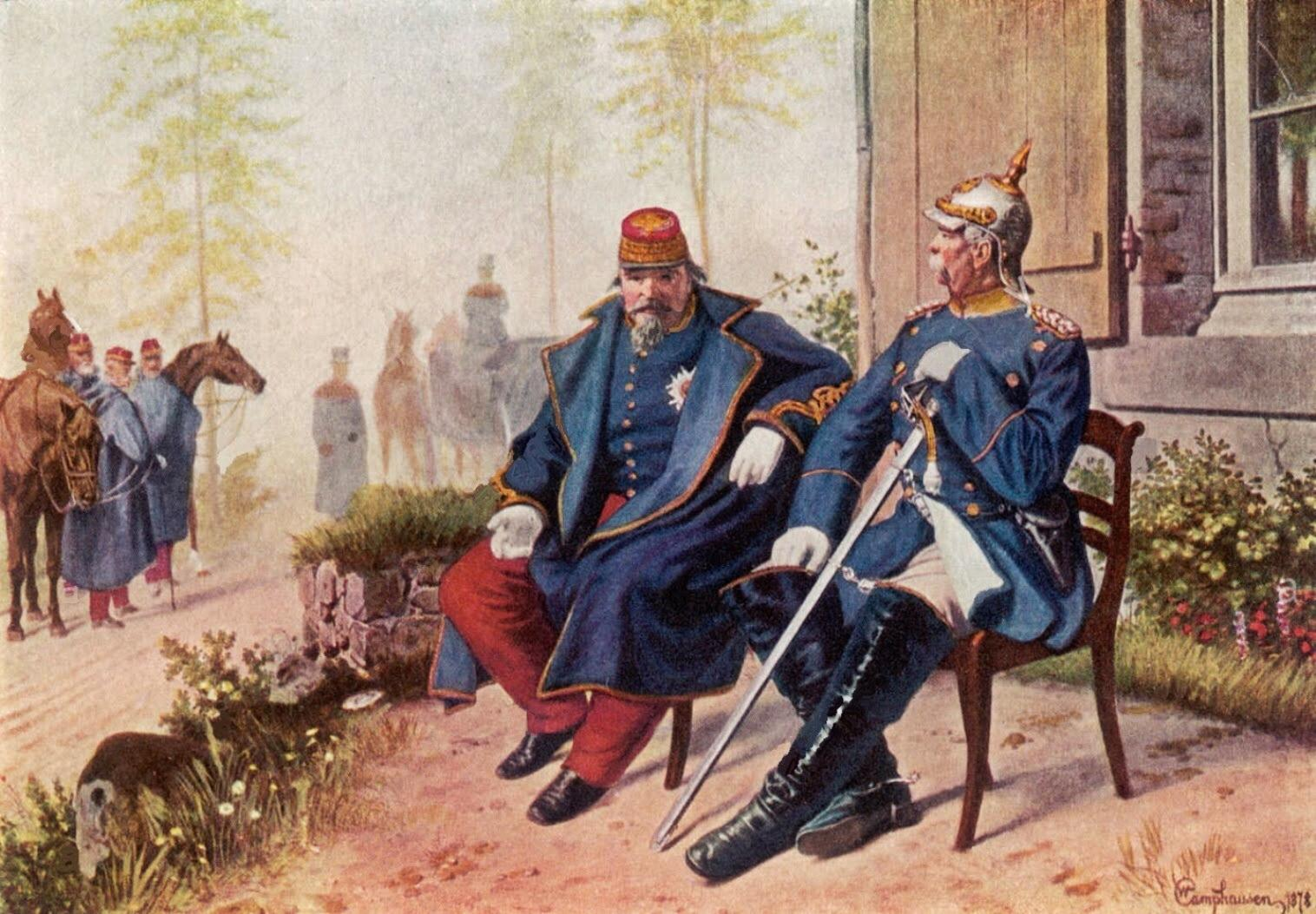
Napoléon III en conversation avec Bismarck après la prise de Sedan (2 septembre 1870, à Donchery.

Mais c’est déjà trop tard : les informations concernant les défaites françaises, que les journaux essayent d’atténuer, instaurent un vent de panique sur Paris vers la mi-août ; on retrouve d’ailleurs la matérialisation des angoisses dans de nombreux quotidiens. Les journaux bonapartistes et le pouvoir commencent alors à mentir et à divulguer des fausses informations pour tenter de rassurer la population française et faire croire à une fin proche du conflit. 
En fait, plus que la presse qui ne pouvait faire correctement son travail à cause des censures, le gouvernement lui-même n’était pas du tout informé de l’évolution de la guerre. Il n’apprit la défaite de Sedan et la reddition de Napoléon III de façon officielle seulement deux jours après celles-ci. 
Maxime Du Camp notera ceci : « Nos journaux n’ont rien caché, ni de ce qu’ils pouvaient dire, ni ce qu’ils auraient dû taire ».

### Début de la Troisième République: ouverture de la presse dès le 4 septembre
La guerre impérialiste s’achève et va être remplacée par la guerre républicaine.
L’Empire tombe en effet le 4 septembre 1870 après une journée d’émeute et la République est proclamée. La presse de Paris et de province est à peu près unanime pour approuver la Révolution du 4 septembre car la majeure partie de la population est soulagée que le régime soit tombé. L’Univers du 5 septembre : « Ainsi succombe l’Empire de Napoléon III, six mois après le plébiscite qui lui avait donné sept millions et demi de suffrages. Jamais peut-être il ne s’est rien vu de si honteux » (Louis Veuillot).

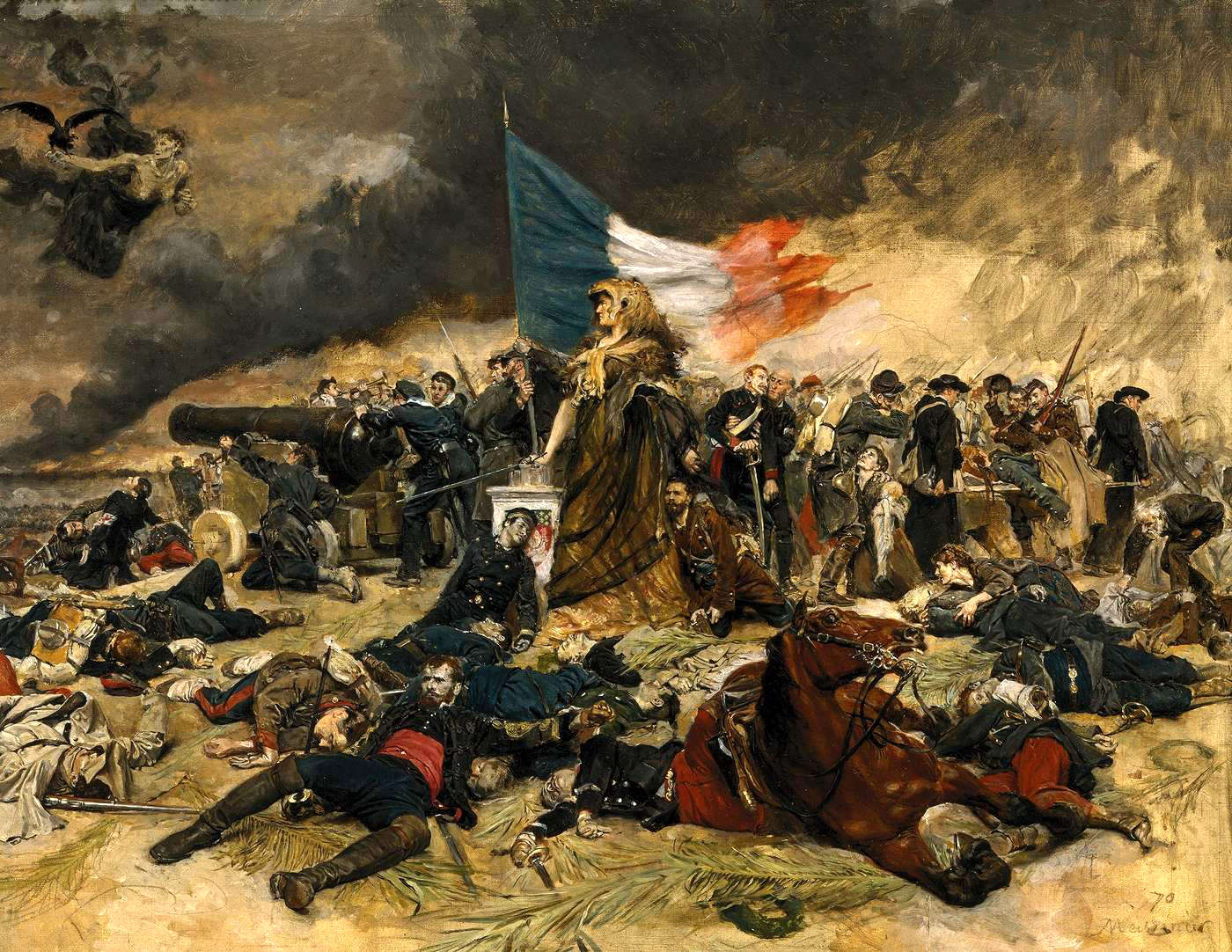
Le siège de Paris en 1870 par Meissonier (1884).

Mais elle garde néanmoins une position prudente, traduisant un sentiment d’inquiétude général sur le gouvernement de Défense nationale et la situation en France : l’invasion prussienne, le désordre de Paris et de ses départements n’incite pas à l’optimisme. Alors qu’un temps l’opinion crut à la fin de la guerre (conflit contre l’Empire et non la France), celle-ci continue. Le Courrier de la Guerre résume la situation le 9 : « Aux barricades. Notre armée est détruite. »
Paris est assiégée à partir du 18 septembre, ses communications ferrées et routières sont coupées : la capitale devient le lieu de la résistance. Les principaux quotidiens parisiens usent de tous les stratagèmes pour continuer à exporter leurs journaux en province : ballon, pigeons voyageurs et microphotographie sont utilisés. Ce fut le cas par exemple du Petit Journal, du Siècle et du National pour ne citer qu’eux. Mais beaucoup de départements français sont occupés : la presse française de « l’intérieur » est le plus souvent interdite ou censurée par l’état major prussien. La Prusse avait elle monté un journal officiel relatant les nouvelles, obligations à la population française tout en la démoralisant : ce quotidien était imprimé à Versailles.

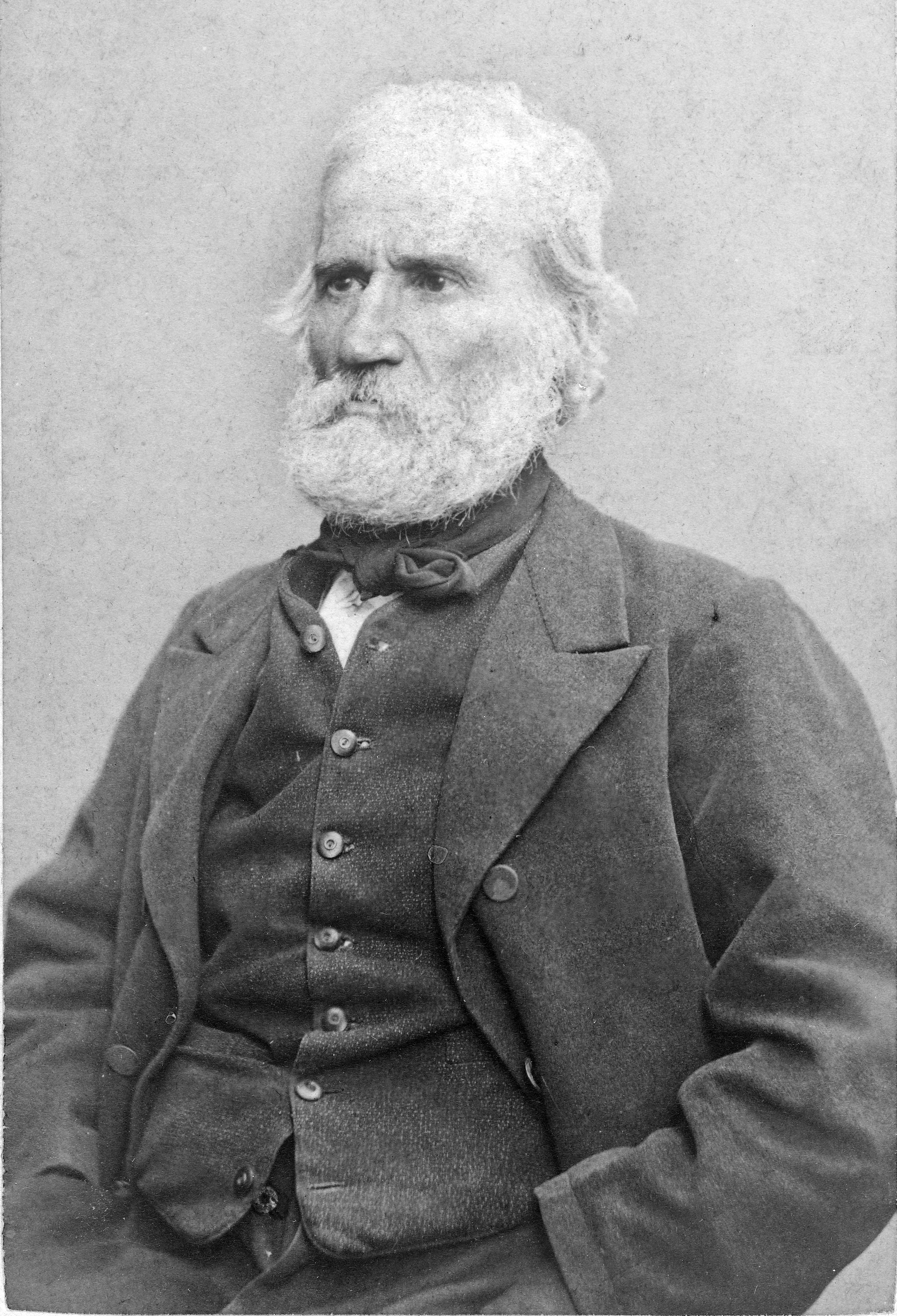
Auguste Blanqui dans les années 1870.

La presse a une liberté totale durant ce siège (décrets du 10 et 27 octobre). Se développe alors une multitude de journaux, essentiellement républicains et le plus souvent sous forme de feuilles idéologiques. Money parlera « d’une rage de discuter ». Cependant ils se frottent à la concurrence des autres journaux déjà en place, ce qui limite leur expansion et leur durée de vie (nombre d’entre eux n’ont eu qu’un numéro).
Deux quotidiens marquent cette ouverture :
- La Patrie en danger d’Auguste Blanqui
Très vite en opposition avec le gouvernement après l’avoir soutenu, il appellera à une nouvelle révolution. Il s’arrêtera le 8 décembre pour raisons économiques[22].
- Le Combat de Félix Pyat
Le journal qui apportait une réponse à toutes les questions sur la passion et le patriotisme ; décédé le 23 janvier[23]. Un incident majeur se déroule au Combat fin octobre :

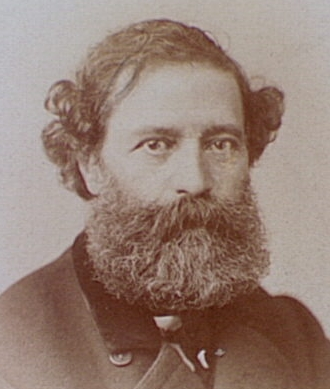
Félix Pyat en 1871.

Les journaux bellicistes continuent d’abuser régulièrement la population en faisant parvenir de fausses informations sur la guerre. C’est le cas de L’Éclaireur télégraphique par exemple.
Le Combat du 27 octobre veut rétablir la vérité et publie « le fait vrai, sûr et certain » de la trahison du général François Achille Bazaine et la reddition de Metz. Habitué à une tout autre vérité, la foule attaque et vandalise les bureaux et la rédaction du journal avant que le 31 octobre le gouvernement ne fasse circuler l’information. Ces deux journaux seront accompagnés du Patriote, du Peuple souverain, du Tribun du Peuple ou de La Défense nationale pour ne citer qu’eux.
Cet événement marque donc la puissance de la presse écrite et des quotidiens de guerre. Ils offrent pourtant peu d’intérêt sur Paris, la ligne éditoriale étant répétitive et les rédacteurs en chef ne pouvant recueillir beaucoup d’informations. 
Vers la fin du siège, les journaux rendront compte d’une situation très précaire à Paris ; Le Charivari titrera le 27 janvier : « Queue pour la viande de rat ». Le gouvernement aura jusqu’à l’armistice du 28 janvier tenu son propre journal. Il était mal renseigné et a propagé de fausses nouvelles dont est parsemé l’histoire de la guerre.